# Igreja de Saddleback
A Igreja de Saddleback (em inglês:   Saddleback church) é uma megaigreja batista multissítio com sede em Lake Forest (Califórnia), nos Estados Unidos. Seu pastor sênior é Andy Wood.

## História
Em 1979, Rick Warren recém formado em teologia, vai se estabelecer com sua esposa Kay na área de Saddleback Valley, em Condado de Orange (Califórnia).  Ele começa a investigar as pessoas em sua vizinhança para descobrir o que as impede de ir à igreja.  As respostas que emergem são o tédio, a distância da vida cotidiana, a falta de acolhimento dos visitantes, a insistência em dinheiro e programas inadequados para as crianças. É com essas preocupações que a igreja começa em 1980, por um grupo de estudos bíblicos, com sete pessoas, o pastor Rick Warren e sua esposa, em seu condomínio.  O primeiro serviço acontece no ginásio de uma escola secundária no dia de Páscoa em 1980.  Em 1991, John Baker, um membro da equipe da igreja, fundou a organização Celebrate Recovery para ajudar as pessoas a superar os vícios, com o apoio de Rick Warren.  Em 1995, fez a dedicação de um novo edifício principal em Lake Forest, incluindo um auditório de 3.500 lugares. 
Em 2006, a igreja inaugura um segundo campus em San Clemente (Califórnia). Outros foram abertos na Califórnia e internacionalmente, incluindo Manila, Filipinas, Hong Kong, Buenos Aires, Argentina e Berlin na Alemanha. 
Em 2018, a igreja disse que batizou 50.000 pessoas desde sua fundação. 
Em 2022, Andy Wood tornou-se pastor sênior da igreja.
De acordo com um censo da igreja divulgado em 2024, ela disse que tinha uma freqüência semanal de 30.000 pessoas e 15 campus em diferentes cidades. 

## P.E.A.C.E. Plan
Em 2003, Saddleback Church, Kay e Rick Warren fundaram o P.E.A.C.E. Plan, um programa humanitário de desenvolvimento para igrejas. 

## Controvérsias
Em 2021, a igreja foi auditada para conformidade pela Convenção Batista do Sul, depois de ordenar três pastoras e, assim, agir contrariamente à confissão de fé da Convenção que considera que o ministério pastoral é reservado aos homens.
En febrero de 2023, a igreja é excomungada da Convenção Batista do Sul devido à contratação de uma pastora em 2022, Stacie Wood, esposa do novo pastor sênior Andy Wood. Em junho de 2023, quando ela solicitou uma revisão da decisão, os representantes da igreja presentes na convenção anual votaram 88% para manter esta decisão.  A igreja queria manter sua afiliação à Convenção Batista do Sul da Califórnia,  mas em outubro de 2023 decidiu sair também da convenção estadual, no desejo de não causar divisões.